# おれんじ えひめ
おれんじ えひめは、四国開発フェリー（オレンジフェリー）が運航するフェリー。愛媛県西条市の東予港と大阪南港を結ぶ航路に就航している。 

## 概要
おれんじ8の代船として、あいえす造船本社工場で建造され、2018年に就航した。船体にはオレンジ色のラインが引かれており、内装は暖色系の配色となっている。
船型は絞り込んだ形とすることで抵抗を減らし、旧船と比較して燃料消費量の1割削減を見込んでいる。
本船の就航に合わせ、東予港の新フェリーターミナルが供用を開始した。

## 船内
客室は「動く海上ホテル」をコンセプトに、相部屋が敬遠され上位の客室から先に埋まる情勢を勘案し、大部屋を設けず日本のフェリーでは初めて全室を個室とした。またデラックスシングル客室には自転車利用客を対象に自分の自転車を直接持ち込める「マイバイクステイサービス」も導入された。
車両甲板はモーダルシフトによるトラック需要の増加を見据えて旧船「おれんじ7」「おれんじ8」よりトラック積載量を3割増加させ、従来の139台から160台とした。
6階
- 展望室「スカイラウンジ」

5階
- 特別室「ロイヤルA」（2名×2室 ツインベッド）
- 特等A個室「スイート」
  - 洋室（2名×24室）
  - 和室（4名×5室）
  - 和洋室（2名×5室）
  - withペット（2名×1室）
- 1等室「デラックスシングルwithペット」（1名×1室）
- 2等寝台「シングル」（1名×14室×8区画）
- 展望浴室
- シャワー室
- ゲームコーナー
- ペットルーム
- フォワードラウンジ（特別・特等室利用者専用）

4階
- 特別室「ロイヤルB」（2名×2室 ダブルベッド）
- 特等A個室「スイート」（2名×2室 バリアフリー）
- 1等個室「デラックスシングル」
  - 通常室：49室
  - バリアフリー室：1名 内側8室・外側9室）
- 2等寝台
  - シングル（1名 18室5区画、2室1区画）
  - シングルプラス（2段ベッド 18室2区画）
  - シングルドライバールーム（1名 10室3区画、9室2区画、8室1区画、5名1区画、予備室6名1区画）
- レストラン
- インフォメーション
- キッズスペース
- ドライバーレストラン
- ドライバー浴室